# Agnes Windeck

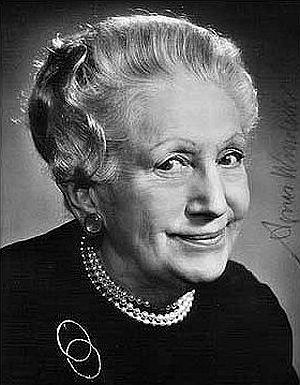
Agnes Windeck

Agnes Windeck (* 27. März 1888 in Hamburg; † 28. September 1975 in West-Berlin; gebürtig Albertine Sophie Agnes Windel) war eine deutsche Bühnen-, Film- und Fernsehschauspielerin und Synchronsprecherin.

## Leben
Agnes Windeck wurde als Tochter des Hamburger Kaufmanns Wilhelm Windel und dessen Ehefrau Bertha, geborene Küster, als Albertine Sophie Agnes Windel geboren. Sie begann ihre schauspielerische Laufbahn im Alter von 16 Jahren in Hamburg als Anni Windel. Ab der Spielzeit 1904/05 war sie am Deutschen Schauspielhaus Hamburg zunächst für mehrere Spielzeiten als Darstellerin für kleine Rollen engagiert. Mit Beginn der Spielzeit 1908/09 wechselte sie in das fest engagierte Damen-Ensemble des Deutschen Schauspielhauses. Zur Spielzeit 1910/11 ging sie an das Königliche Hoftheater Hannover, wo sie ab der Spielzeit 1911/12 unter dem Namen Agnes Windel auftrat. Am Königlichen Hoftheater spielte sie als „Jugendliche Naive“ ein „reiches Rollenfach“. Sie trat dort u. a. als Gretchen in Faust, als Titania in Ein Sommernachtstraum und in der Titelrolle des Schauspiels Nora von Henrik Ibsen auf. Im Alter von 24 Jahren heiratete sie 1912 in Hannover den jüdischen Porträtfotografen Emil Berlin-Bieber. Nach der Eheschließung gab sie den Beruf zunächst auf.
Windeck nahm ab 1935 am „Theater der Jugend“ in Berlin den Schauspielberuf wieder auf und arbeitete ab 1938 zunächst bis 1945, und nach dem Zweiten Weltkrieg weiterhin bis 1948, als Schauspiellehrerin am Deutschen Theater, zu ihren Schülern zählten u. a. Susanne Wisten, Klaus Schwarzkopf, Thomas Engel, Peter Podehl, Hans-Joachim Kulenkampff und Klaus Herm. Diese Arbeit setzte sie bis ins hohe Alter in ihrer Wohnung in Berlin, der ein eigenes Studio angegliedert war, fort. Sie stand 1944 in der Gottbegnadeten-Liste des Reichsministeriums für Volksaufklärung und Propaganda.
In der Spielzeit 1947/48 trat sie am Theater am Schiffbauerdamm auf. In der Spielzeit 1949/50 spielte sie an der Tribüne Berlin. Aufmerksamkeit erhielt sie erstmals in den 1950er Jahren durch das beliebte RIAS-Radiokabarett Die Insulaner in Berlin. Sie spielte ab Anfang der 1950er Jahre an fast allen West-Berliner Bühnen, u. a. am Schlosspark-Theater, am Schillertheater, an der Freien Volksbühne Berlin, am Renaissance-Theater, am Hebbel-Theater, an der Komödie Berlin und im Theater am Kurfürstendamm. 
Ab Oktober 1961 spielte sie über zwei Jahre bis zur Spielzeit 1963/64 im Theater des Westens in der deutschsprachigen Erstaufführung des Musicals My Fair Lady in über 400 Vorstellungen die Mrs. Higgins. In der Spielzeit 1966/67 spielte sie im Theater am Kurfürstendamm gemeinsam mit Käthe Haack in der Kriminalkomödie Zwei ahnungslose Engel von Erich Ebermayer, in der sie im Verlauf ihrer Karriere an verschiedenen Theatern in über 300 Vorstellungen auf der Bühne stand. 1973 trat sie in der Berliner Wiederaufnahme von My Fair Lady in einer einzigen Vorstellung noch einmal als Mrs. Higgins auf und ersetzte kurzfristig die wegen der Rekonvaleszenz nach einem Bühnenunfall nicht zur Verfügung stehende Käthe Haack.
Ab Ende der 1930er Jahre spielte sie zunächst sporadisch größere und kleinere Nebenrollen beim Film. Erst ab den 1950er Jahren wurde sie regelmäßiger besetzt und war bald sehr gefragt: sowohl in Edgar-Wallace-Krimis wie Der Zinker (1963), Der Bucklige von Soho (1966) und Der Hund von Blackwood Castle (1967) als auch in heiteren Komödien wie Morgens um sieben ist die Welt noch in Ordnung (1968) und Die Herren mit der weißen Weste (1969).
Große Popularität erreichte sie mit der TV-Familienserie Die Unverbesserlichen (1966–1971), in der sie die Rolle der Oma Köpcke an der Seite von Inge Meysel spielte.
Auch arbeitete sie mit ihrer prägnanten und wiedererkennbaren Stimme als Synchron- und Hörspielsprecherin; unter anderem synchronisierte sie Margaret Rutherford (16 Uhr 50 ab Paddington, Hotel International, Auch die Kleinen wollen nach oben).

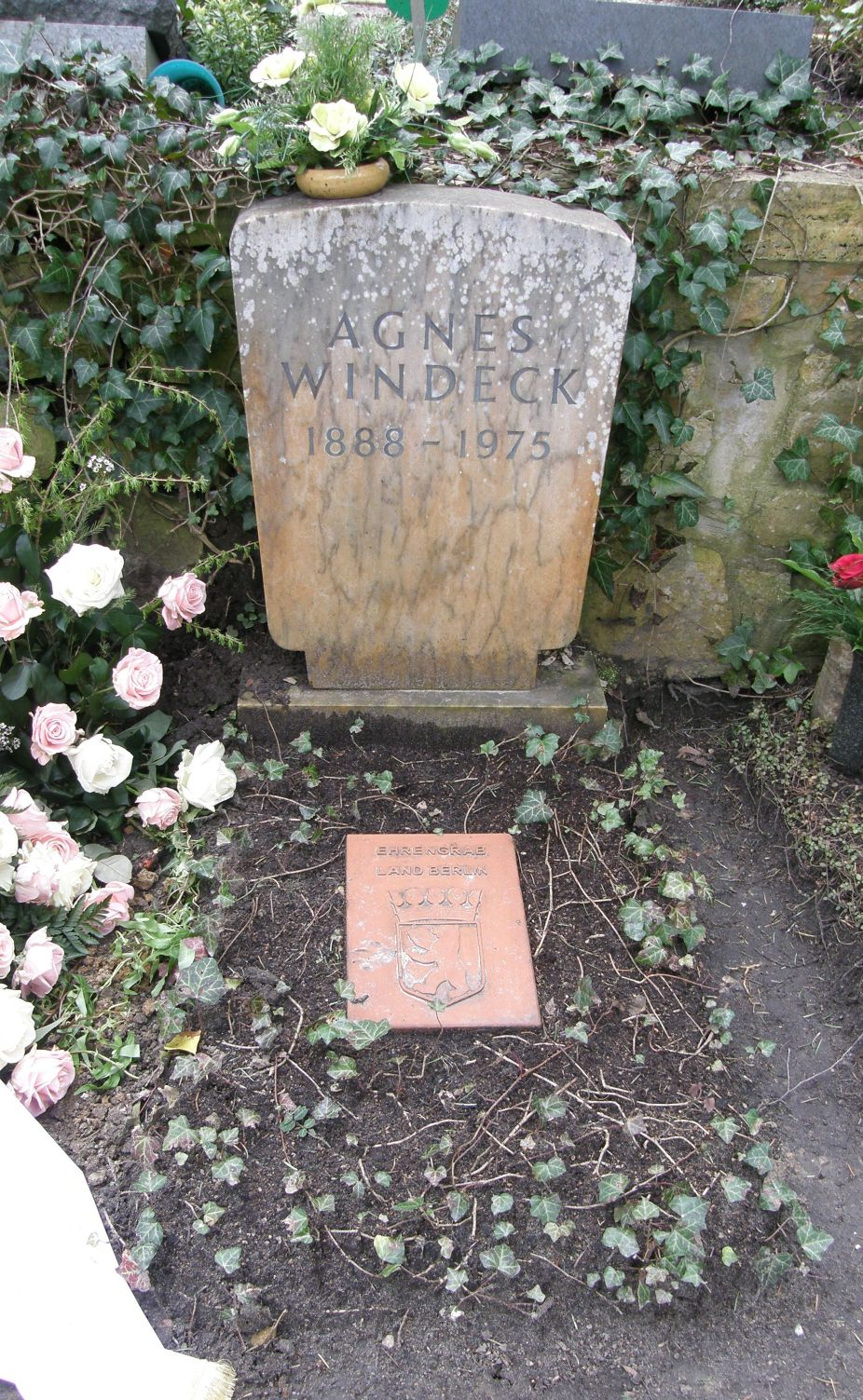
Das Ehrengrab von Agnes Windeck auf dem Waldfriedhof Heerstraße in Berlin-Westend

Agnes Windeck etablierte sich als Charakterdarstellerin und wurde zu einer der bekanntesten älteren Schauspielerinnen Deutschlands. Sie verkörperte exemplarisch den Typ der Komischen Alten, die gleichermaßen liebenswürdig wie lästig sein kann. Mehrere große Theater-, Film- und Fernsehrollen brachten ihr bundesweite Popularität und machten sie zu einem Publikumsliebling.
Im Mai 1975 stürzte sie in ihrer 2-Zimmer-Wohnung in Berlin-Wilmersdorf so unglücklich, dass sie nicht mehr alleine aufstehen konnte. Nachdem die Feuerwehr die Wohnung geöffnet hatte, wurde Windeck zur Behandlung in die Innere Abteilung des Städtischen Wenckebach-Krankenhauses in Berlin-Tempelhof eingeliefert. Sie erholte sich jedoch von den schweren Verletzungen, die sie erlitten hatte, nicht mehr vollständig. Agnes Windeck starb am 28. September 1975 im Alter von 87 Jahren in Berlin an Herzversagen.
Ihr Grab befindet sich auf dem landeseigenen Waldfriedhof Heerstraße (Grablage: 18-K-122) in Berlin-Westend. Auf Beschluss des Berliner Senats ist die letzte Ruhestätte von Agnes Windeck seit 2004 als Ehrengrab des Landes Berlin gewidmet. Die Widmung gilt für die übliche Frist von zwanzig Jahren, kann anschließend aber verlängert werden.

## Filmografie

### Kinofilme
- 1939: Die barmherzige Lüge
- 1941: Der Weg ins Freie
- 1941: U-Boote westwärts!
- 1941: Annelie
- 1942: Die große Liebe
- 1943: Damals
- 1945: Die Jahre vergehen
- 1948: Straßenbekanntschaft
- 1948: Und wieder 48
- 1950: Der Rat der Götter
- 1950: Drei Mädchen spinnen
- 1953: Der Onkel aus Amerika
- 1953: So ein Affentheater
- 1953: Christina
- 1955: Wie werde ich Filmstar?
- 1956: Die Trapp-Familie
- 1957: … und die Liebe lacht dazu
- 1957: Banktresor 713
- 1957: Vater sein dagegen sehr
- 1957: Immer wenn der Tag beginnt
- 1958: Der Greifer
- 1958: Zeit zu leben und Zeit zu sterben
- 1959: Liebe auf krummen Beinen
- 1959: Peter schiesst den Vogel ab
- 1959: Die ideale Frau
- 1959: Arzt ohne Gewissen
- 1962: Finden Sie, daß Constanze sich richtig verhält?
- 1962: Ich bin auch nur eine Frau
- 1963: Liebe will gelernt sein
- 1963: Der Zinker
- 1963: Meine Tochter und ich
- 1963: Scotland Yard jagt Dr. Mabuse
- 1963: Schloss Gripsholm
- 1966: Der Bucklige von Soho
- 1967: Rheinsberg
- 1968: Der Hund von Blackwood Castle
- 1968: Morgens um sieben ist die Welt noch in Ordnung
- 1969: Dr. med. Fabian – Lachen ist die beste Medizin
- 1969: Die Herren mit der weißen Weste
- 1970: Heintje – Einmal wird die Sonne wieder scheinen
- 1971: Hurra, wir sind mal wieder Junggesellen!
- 1972: Grün ist die Heide
- 1973: Alter Kahn und junge Liebe

### Fernsehen
- 1953: Ein Abend von Rias Berlin
- 1953: Orient Express: The Red Sash
- 1958: Windhund und Seehund
- 1958: Mylord weiß sich zu helfen
- 1959: Brave Diebe
- 1960: Sie können’s mir glauben
- 1960: Dr. Knock
- 1960: 20 Minuten Aufenthalt
- 1963: Meine Frau Susanne (5 Folgen)
- 1964: Hofloge
- 1965: Mrs. Cheney’s Ende
- 1966: Unser Pauker (2 Folgen)
- 1966–1971: Die Unverbesserlichen
- 1966: 100 Jahre Kurfürstendamm
- 1969: Zwei ahnungslose Engel
- 1970: Mein Freund Harvey
- 1970: Der Mann, der den Eiffelturm verkaufte
- 1971: Glückspilze
- 1971: ...und sowas nennt sich Show
- 1972: Rabe, Pilz und dreizehn Stühle
- 1972: Eine Frau bleibt eine Frau

## Theater
- 1940: Drei blaue Augen. Regie: Kurt Richards. Mit Kurt Vespermann, Ursula Grabley, Franz Zimmermann, Fritz Hintz-Fabricius, Edelgard Trautmann, Ellen Hille, Erwin Biegel. Theater in der Behrenstraße.
- 1944: Die fremde Yacht. Regie: (?). Mit Paula Denk, Erica Balqué, Hilde Classen, Werner Fuetterer, Bruno Harprecht, Otto Stoeckel, Otto Braml, Hellmuth Helsig. Theater am Schiffbauerdamm Berlin.
- 1945: Unsere kleine Stadt. Regie: Bruno Hübner. Mit Max Eckard, Ruth Schilling, Robert Traube, Erna Sellmer, Bruno Hübner, Heinrich Troxbömker, Artur Malkowsky, Elsa Wagner, Peer Schmidt. Deutsches Theater Berlin.
- 1946: Eine Familie. Regie: Paul Bildt. Mit Käthe Dorsch, Heinz Georg Sedat, Max Eckard, Ulrich Goetsch, Agathe Poschmann, Gerda Müller, Ruth Schilling, Alfred Cogho, Herwart Grosse, Ernst Sattler, Harry Hindemith, Kurt Weitkamp, Peer Schmidt, Friedrich Maurer, Elsa Wagner, Wolfgang Kühne, Angelika Hurwicz, Paula Denk, Wolf Trutz, Karl Hellmer, Klaus Herm, Horst Drinda. Deutsches Theater Berlin.
- 1946: Bunbury. Regie: Bruno Hübner. Mit Erik Ode, Hans Nielsen, Olga Limburg, Inge Harbort, Ekkehard Röhrer, Ruth von Riedel, Bruno Harprecht, Hermann Schindler, Knut Hartwig. Komödie am Kurfürstendamm Berlin.
- 1948: Ein Inspektor kommt. Regie: Fritz Wisten. Mit Ernst Waldow, Ursula Meißner, Max Eckard, Kurt Waitzmann, Alfred Schieske, Hannelore Schüler. Berliner Ensemble.
- 1949: Jean. Regie: Erik Ode. Mit Hilde Volk, Georg Gütlich, Erik Ode, Franz Schafheitlin, Gerti von Lipinski, Helmut Bautzmann, Werner Tschipke. Tribüne Berlin.
- 1952: Ich bin eine Kamera. Regie: Franz Reichert. Mit Grete Mosheim, Ursula Lingen, Erna Sellmer, Erich Schellow, Gerd Martienzen, Fritz Tillmann. Schloßpark-Theater Berlin.
- 1953: Der Parasit. Regie: Willi Schmidt. Mit Arthur Schröder, Siegmar Schneider, Johanna Wichmann, Aribert Wäscher, Paul Wagner, Hans Hessling. Schiller-Theater Berlin.
- 1953: Tartuffe. Regie: Oscar Fritz Schuh. Mit Ernst Schröder, Alfred Balthoff, Klaramaria Skala, Peter Lehmbrock, Wolfgang Spier, Lucie Höflich, Günter Pfitzmann, Ursula Lingen, Wolfgang Neuss, Hanne Hiob. Freie Volksbühne Berlin.
- 1954: Mamselle Nitouche. Regie: Oscar Fritz Schuh. Mit Inge Konradi, Harald Juhnke, Peer Schmidt, Walther Suessenguth, Maria Sebaldt, Walter Groß, Wolfgang Neuss, Wolfgang Müller, Georg Gütlich, Elsbeth von Lüdinghausen, Peter Schiff. Freie Volksbühne Berlin.
- 1954: Das Haus der sieben Stockwerke. Regie: Oscar Fritz Schuh. Mit Ernst Schröder, Eva Krutina, Ilse Laux, Klaramaria Skala, Hanne Hiob, Ursula Höflich, Alfred Balthoff, Wolfgang Neuss, Wolfgang Spier, Walther Suessenguth, Ilse Trautschold, Günter Pfitzmann. Freie Volksbühne Berlin.
- 1954: Die weiße Nelke. Regie: Kurt Raeck. Mit Theo Lingen, Walter Gross, Ursula Lingen, Sigurd Lohde, Kurt Weitkamp, Kurt Vespermann, Ernst Stahl-Nachbaur. Renaissance-Theater Berlin.
- 1955: Verwandte sind auch Menschen. Regie: Walther Suessenguth. Mit Edith Schollwer, Herbert Hübner, Willi Sämann, Aenne Bruck, Inge Landgut, Hugo Schrader, Wolfgang Preiss. Hebbel-Theater Berlin.
- 1955: Die Heiratsvermittlerin. Regie: Rudolf Steinboeck. Mit Grete Mosheim, Paul Esser, Helmut Lohner, Jane Tilden, Frances Martin, Gisela Fritsch, Horst Gentzen, Fritz Lehmann, Wolfgang Zilzer. Freie Volksbühne Berlin.
- 1955: Sieh und staune. Regie: Peter Preses. Mit Margot Leonard, Otto Stoeckel, Elisabeth Ried, Hans Krull, Rüdiger Renn, Horst Keitel, Rolf Moebius. Tribüne Berlin.
- 1956: Die liebe Familie. Regie: Erik Ode. Mit Vilma Degischer, Inge Egger, Helmuth Rudolph, Brigitte Grothum, Horst Keitel, Wolfgang Spier, Marion Degler, Tilo von Berlepsch, Joachim Möck. Komödie am Kurfürstendamm Berlin.
- 1957: Hier bin ich – hier bleib ich! Regie: Rolf Kutschera. Mit Hans Leibelt, John van Dreelen, Olga Plüss, Horst Niendorf, Brigitte Grothum, Käthe Braun, Günter Pfitzmann. Komödie am Kurfürstendamm Berlin.
- 1958: Eine fast mögliche Geschichte. Regie: Wolfgang Spier. Mit Elsa Wagner, Edeltraut Elsner, Wolfgang Lukschy, Gerd Vespermann. Hebbel-Theater Berlin.
- 1958: Frauen sind bessere Menschen. Regie: Richard Häußler. Mit Edith Schneider, Christa Ewert, Claus Holm, Alexander Ponto, Bruno Fritz, Gerd Vespermann, Franz Arzdorf. Komödie am Kurfürstendamm Berlin.
- 1959: Brave Diebe. Regie: Victor de Kowa. Mit Grit Boettcher, Gisela Fritsch, Eckart Dux, Bruno Fritz, Franz Otto Krüger, Gerd Prager. Renaissance-Theater Berlin.
- 1959: Pygmalion. Regie: Harry Meyen. Mit Günther Lüders, Chariklia Baxevanos, Hans Hessling, Lia Eibenschütz, Emmy Burg, Heinz Spitzner, Joe Furtner. Komödie am Kurfürstendamm Berlin.
- 1960: Zwei rechts – zwei links. Regie: Erich Thormann. Mit Veronika Bayer, Walther Suessenguth, Georg Thomas. Komödie am Kurfürstendamm Berlin.
- 1960: Ein idealer Gatte. Regie: Harry Meyen. Mit Harry Meyen, Ingeborg Körner, Friedrich Schoenfelder, Edith Schneider, Walther Suessenguth, Gitty Duraga, Aenne Bruck, Lia Eibenschütz, Karl Ludwig Schreiber, Helmut Heyne. Komödie am Kurfürstendamm Berlin.
- 1961: Acht Frauen. Regie: Erik Ode. Mit Friedel Schuster, Veronika Bayer, Hilde Volk, Ann Savo, Eike Pulver, Edith Schollwer, Kitty Mattern. Komödie am Kurfürstendamm Berlin.
- 1961: My Fair Lady. Regie: Sven Aage Larsen, Mit Paul Hubschmid, Karin Hübner, Alfred Schieske, Bruno Fritz, Friedrich Schoenfelder, Rex Gildo, Karin Hardt, Erich Fiedler, Boris Greverus, Hans Hardt. Theater des Westens Berlin.
- 1967: Zwei ahnungslose Engel. Regie: Wolfgang Spier. Mit Käthe Haack, Hans Deppe, Harry Wüstenhagen, Hans W. Hamacher, Walo Lüönd, Ute Boy, Otto Graf, Harry Riebauer, Otto Czarski. Theater am Kurfürstendamm Berlin.
- 1967: Zwei ahnungslose Engel. Regie: Wolfgang Spier. Mit Rose Renée Roth, Hans Deppe, Wolfgang Draeger, Hans Zesch-Ballot, Bruno W. Pantel, Thomas Reiner, Elisabeth Volkmann, Harry Hardt, Gustl Datz. Kleine Komödie München.
- 1968: Tante mit Schuss. Regie: Christian Wölffer. Mit Ilse Fürstenberg, Rose Renée Roth, Hans Deppe, Klaus Dahlen, Dagmar Biener, Rudolf Gerske, Günter Glaser. Berliner Theater.
- 1971: Pygmalion. Regie: Bertold Sackmann. Mit Hans-Joachim Kulenkampff, Monica Gruber. Komödie im Marquardt Stuttgart.
- 1973: My Fair Lady. Mit Paul Hubschmid, Naëmi Priegel, Kurt Pratsch-Kaufmann, Kurt Waitzmann, Lutz Rainer. Theater des Westens Berlin.

## Synchronrollen (Auswahl)
Quelle: Deutsche Synchronkartei
| Schauspielerin      | Film / Serie             | Rolle                 |
| ------------------- | ------------------------ | --------------------- |
| Margaret Rutherford | 16 Uhr 50 ab Paddington  | Miss Marple           |
| Billie Burke        | Das Zauberhafte Land     | Glinda, die gute Hexe |
| Lee Patrick         | Bettgeflüster            | Mrs. Walters          |
| Elizabeth Patterson | Erbschaft um Mitternacht | Susan Tilbury         |
| Norma Varden        | Blondinen bevorzugt      | Lady Beekman          |
| Norma Varden        | Kennwort Kätzchen        | Miss Pittford         |

## Hörspiele (Auswahl)
- 1946: Paul Osborn: Galgenfrist (Die Großmama, Miss Nellie Northrup) – Regie: Hanns Korngiebel (RIAS Berlin)
- 1949: Kurt Tucholsky: Schloß Gripsholm (Frau Anderson) – Regie: Friedrich Joloff (RIAS Berlin)
- 1953: K. R. G. Browne: Sir Michaels Abenteuer –  Regie: Rolf Purucker (RIAS Berlin)
- 1958: Christian Bock: Zwei alte Damen feuern – Regie: Wolfgang Spier
- 1959: Graham Greene: Ein peinlicher Unfall (Die Tante) – Regie: Curt Goetz-Pflug
- 1960: Thierry: Pension Spreewitz (Die Maus in der Pension, Folge 68) – Regie: Ivo Veit (RIAS Berlin)
- 1965: Ulrike Brückner: Berliner Rangen. Damals war’s – Geschichten aus dem alten Berlin (Mutter von Gerd Range) (Geschichte Nr. 4 in 8 Folgen) – Regie: Ivo Veit (RIAS Berlin)
- 1967: Alice Berend: Die Bräutigame der Babette Bomberling. Damals war’s – Geschichten aus dem alten Berlin (Tante Adele) (Geschichte Nr. 7 in 10 Folgen) – Regie: Ivo Veit (RIAS Berlin)
- 1967: Siegfried Lenz: Das Labyrinth (Marlies) – Regie: Fritz Schröder-Jahn (NDR/SDR)
- 1967: Eduard von Keyserling: Abendliche Häuser (Baronin Egloff, Großmutter) – Regie: Fritz Schröder-Jahn (BR/ORF)
- 1973: Gunnar Hagen Hartvedt: Verzeihung, darf ich mal telefonieren? (Molly Heyer) – Regie: Ulrich Lauterbach (HR)